# FC Liefering
FC Liefering é um clube de futebol austríaco com sede em Liefering, Salzburg. Atualmente, disputa a Segunda divisão Austríaca. A agremiação se tornou clube-satélite do Red Bull Salzburg em 2012.
Em Dezembro de 2011, o Red Bull Salzburg firmou uma colaboração com os clubes que na época disputavam as ligas regionais do futebol austríaco FC Pasching (hoje Juniors OÖ) e o USK Anif. O técnico da base do Salzburg, Gerald Baumgartner, deixou o Red Bull Salzburg e se tornou o novo técnico do FC Pasching. Também, outros jogadores também foram para ambos Pasching e Anif. Após a temporada 2011-12, o novo técnico Peter Hyballa deixou o clube e se tornou o novo técnico do SK Sturm Graz. A presença contínua do Liefering na Erste Liga (campeonato que ainda disputam) continuou a criar um certo incômodo, com uma média de menos de 500 torcedores por jogo. Muitas pessoas acreditam que o clube não seja bom para a liga. Mas no entanto, o clube promove vários jogadores jovens e foi inclusive um fator decisivo no time sub-19 que disputou pelo FC Red Bull Salzburg a UEFA Youth League de 2016-17, onde eles ganharam o torneio.
Em 2019, o técnico sueco Bo Svensson, que em 2015 foi o assistente do time principal no clube alemão 1. FSV Mainz 05, e que entre 2015 e 2019 dirigiu o time B do mesmo clube alemão, foi apontado como novo técnico do FC Liefering. Ele ajudou o time a chegar na 3ª colocação na Erste Liga em sua primeira temporada no comando do clube austríaco.
Uma grande parte dos jovens do Liefering são geralmente transferidos para o Red Bull Salzburg após um certo período. Jogadores conhecidos como Hwang Hee-chan, Takumi Minamino, Patson Daka e Dayot Upamecano, tiveram passagens pelo Liefering ainda jovens, como estratégia do Red Bull Salzburg para desenvolver melhor os seus jovens talentos, e dando mais tempo de jogo e preparação para o time principal. O FC Liefering é um clube-satélite, portanto, não possui direito de promoção a primeira divisão.

## Elenco
Atualizado em 1 de novembro de 2020. 
Legenda
- : Capitão
- : Jogador suspenso
- : Jogador lesionado

## Títulos
- Regionalliga West (1x): 2013-2014